# Sir
Sir는 기사 작위를 받은 남자에게 붙는 호칭으로, 작사(爵士)라고도 한다.
전통적으로 법과 관습에 의해 지배되는 Sir는 기사이자 특정 기사단에 속한 남성들에게 사용되며, 이후 남작과 다른 직책에도 적용된다.
Sir의 여성형으로는 Dame이 있으며, 기사나 남작의 아내는 주로 Lady로 취급되지만, 이러한 사용법에는 몇 가지 예외와 교환이 존재한다.
또한 근대 후기부터 Sir는 우월한 사회적 지위나 군사 계급을 가진 남성을 정중하게 대하는 방법으로 사용되어 왔다. 여성에 대한 동등한 용어로는 Madam(Ma'am으로 줄여서 표기)과 Mrs, Ms, 또는 Miss와 같은 사회적 경칭이 있다.

## 같이 보기
- 기사 (군사)
- Dame